# Chrysopodes tetiferus
Chrysopodes tetiferus är en insektsart som beskrevs av Adams och Penny 1987. Chrysopodes tetiferus ingår i släktet Chrysopodes och familjen guldögonsländor. Inga underarter finns listade i Catalogue of Life.